# Lusones
Les Lusones (en grec ancien : Lousones) sont un peuple celtibère de la péninsule Ibérique (Hispanie romaine), qui a vécu sur la haute vallée du Tajuña, plus précisément au nord-est de la Province de Guadalajara et au nord-ouest de la celle de Teruel. Selon Strabon, ils vivent aussi près des sources de l'Èbre et du Tage.

## Histoire
Ils sont massacrés par les Romains car ces derniers les perçoivent comme une menace significative à la fin du IIe siècle av. J.-C.

## Villes
Il est fort probable que la ville de Lutia soit la capitale. Les villes les plus importantes sont les suivantes :
- Bursau est citée par Claude Ptolémée. Elle apparaît sur des monnaies en bronze du IIe siècle ;
- Turiasu est la ville la plus importante. Elle obtient le statut de municipe sous Auguste. Elle a un atelier monétaire important, qui bat des monnaies en bronze avec d'abord une légende celtibère au IIe – Ier siècles av. J.-C., puis en latin et finalement la monnaie impériale ;
- Carabis à l'ouest de Caesaraugusta. Elle émet dans une monnaie en bronze au IIe – Ier siècles av. J.-C.. Elle fabrique également une quantité importante de céramique celtibère. Elle présente des vestiges d'incendies et disparaît à l'époque des guerres celtibères.

## Annexe